# Иригойен, Иполито
Ипо́лито Ириго́йен (полное имя Хуа́н Ипо́лито дель Сагра́до Корасо́н де Хесу́с Ириго́йен Але́м; исп. Juan Hipólito del Sagrado Corazón de Jesús Irigoyen Alem (Hipólito Yrigoyen); 12 июля 1852, Буэнос-Айрес, Аргентина — 3 июля 1933, Буэнос-Айрес) — аргентинский политик, президент Аргентины с 12 октября 1916 по 11 октября 1922 и с 12 октября 1928 по 6 сентября 1930 года от партии «Гражданский радикальный союз». Смещён в результате военного переворота.

## Карьера
В 1891 вместе со своим дядей Леандро Алемом был одним из основателей Гражданского радикального союза; до этого работал школьным учителем и не занимался политикой. В 1896, после самоубийства дяди — лидера ГРС, стал новым руководителем партии и в 1903 году предпринял её реорганизацию. Он возглавил Радикальную революцию 1905 года, которую финансировал на свои деньги и которая закончилась неудачей. Однако президент, его друг Роке Саенс Пенья, движимый как убеждением в том, что злоупотребления необходимо прекратить, так и страхом перед новым вооруженным восстанием Иригойена, принял в 1912 году Закон о тайном голосовании и всеобщем обязательном избирательном праве для мужчин, более известный в Аргентине как Закон Саэнса Пеньи, который позволил Иригойену победить на президентских выборах в 1916 году.

### Первый президентский срок (1916—1922)
Под руководством Иполито Иригойена Аргентина не стала вмешиваться в Первую мировую войну и обогатилась на торговле продуктами сельского хозяйства — основе своего экспорта. Несмотря на ряд инцидентов с воюющими странами, его правительство сумело отстоять национальный суверенитет Аргентины. Иригойен осудил Первую мировую войну и Версальскую систему, хотя и подвергался нападкам внутренних пробританских сил. В то же время это принесло ему популярность аргентинского народа. Поддерживая идею создания Лиги наций, он выступал за максимальное расширения количества её будущих членов, что помогло бы избежать растущих противоречий между странами и лишить преимущества наиболее богатые государства. Марсело Торкуато де Альвеар и Ромуло Наон публично называли Иригойена германофилом. Им следовали США, заинтересованные в ослаблении позиций Аргентины на американском континенте. Биограф Иригойена писал, что «ни один человек в истории страны не был так любим и в то же время так ненавидим, как президент Иригойен». Однако способность объединить народ во имя общенациональных интересов дала повод некоторым исследователям называть его «аргентинским Ганди»{{sfn|Строганов|1995|с
В период его правления уделялось большое внимание развитию образования и социального обеспечения. В частности появилось рабочее законодательство, выросло количество школ и университетов, сократилось количество безграмотных. Численное увеличение рабочего класса повлекло за собой активизацию забастовочного движения, в том числе на железной дороге. Правительство Иригойена изначально было настроено на диалог с бастующими, однако под давлением Великобритании, владевшей половиной всех железных дорог Аргентины, любые забастовки на железнодорожном транспорте были запрещены. 10 января 1919 года была проведена всеобщая рабочая забастовка, закончившаяся кровопролитными столкновениями с полицией, в 1920—1921 гг. — ряд крупных забастовок среди крестьян, некоторые из них были жестоко подавлены (например, восстание батраков в Патагонии в 1921 году).
В январе 1919 года умер мексиканский посол в Аргентине Амадо Нерво. Его тело было отправлено на родину на крейсере «Нуэве де Хулио». По пути в Мексику корабль зашёл в порт Доминиканской Республики, оккупированной в 1916 войсками США. Капитан крейсера, не зная, в честь какого флага (американского или доминиканского) ему давать приветственный залп, отправил запрос в Буэнос-Айрес. На телеграмму Иригойен ответил: «Входите в порт и приветствуйте национальный флаг Доминиканской Республики». Это вызвало раздражение США.

### Второй президентский срок (1928—1930)
В 1922 году Иригойена, который не имел права баллотироваться на второй срок, сменил его однопартиец Марсело Торкуато де Альвеар, представлявший, однако, другую, правую партийную фракцию. В 1928 году, после окончания срока де Альвеара, Иригойен вновь был избран президентом. Одним из главных предвыборных лозунгов Иригойена была национализация нефти, которую, однако, провести не удалось. Несмотря на некоторые экономические успехи в ходе первого срока правления, Иригойен не смог справиться с последствиями мирового экономического кризиса, и 6 сентября 1930 года он был отстранён от власти военными под руководством генералов Хосе Феликса Урибуру и Агустина Педро Хусто. Переворот был осуществлён силами всего 1,5 тысяч солдат, которые заняли столицу и добились отставки президента и правительства. Одним из восставших был Хуан Доминго Перон — будущий президент Аргентины. После переворота Иригойен был отправлен в ссылку на остров Мартин-Гарсия. После освобождения в феврале 1932 года остаток своих дней Иригойен провёл под домашним арестом в Буэнос-Айресе.